# Ухожа
Ухожа — колишнє село в Христинівському районі Черкаської області. Центр сільської ради. Нині частина села Шельпахівка Уманського району Черкаської області.

## Історія
У ХІХ столітті село входило до Кузьминської волості Уманського повіту Київської губернії. Впродовж ХХ століття перебувало у складі Христинівського району Київської (до 1954 року) та Черкаської (з 1954 року) областей.
За переписом населення 1885 року в селі мешкала 121 особа.
У 1958 році ввійшло до складу села Шельпахівка.
У селі народився Тищенко Олександр Трохимович — радянський військовий льотчик, Герой Радянського Союзу.